# Вооружённое нападение на здание парламента Чечни
Нападение на здание парламента Чечни — террористический акт, совершённый 19 октября 2010 года, в результате которого погибли 7 человек (включая четырех нападавших) и 17 человек получили ранения.

## Атака
Утром 19 октября 2010 года в 8.40 утра по местному времени к зданию парламента в Грозном подъехал автомобиль ВАЗ-2106, в нём сидели четверо мужчин. Увидев, что кортеж с депутатами проник внутрь территории здания, они вышли следом и в 8.45 открыли беспорядочную стрельбу по депутатам и охране. В результате стрельбы были мгновенно убиты 3 человека — двое милиционеров, сопровождавших депутатов, и завхоз (один из нападавших принял его за депутата). 7 человек получили ранения. Ответным огнём были убиты двое нападавших. В 8.52 двое оставшихся террористов проникли в здание. Они стали заходить в кабинеты и открывать беспорядочную стрельбу (также они вели беспорядочный огонь из окон). В результате они ранили ещё 8 человек. Когда у них иссякли боеприпасы, они по очереди совершили самоподрывы около 9 часов утра.